# Красная книга Липецкой области
Красная книга Липецкой области — аннотированный список редких и находящихся под угрозой исчезновения животных, растений и грибов Липецкой области. Она была подготовлена коллективом учёных (Липецкий государственный педагогический университет, Московский государственный университета им. М.В. Ломоносова и др.) под редакцией В.С. Новикова (том 1) и В.М. Константинова (том 2).

## Издание
Первое издание Красной книги Липецкой области выпущено в 2005—2006 годах в 2-х томах. Красная книга Липецкой области является официальным изданием, предназначенным как для специалистов, так и для широкого круга читателей.

### Первый том. Растения, грибы, лишайники
В первом томе представлен список редких и находящихся под угрозой исчезновения растений и грибов Липецкой области, который включает  360 видов растений (51 — мохообразные, 265 — покрытосемянные, 2 — голосемянные, 4 — плауновидные, 1 — хвощевидные, 5 — папоротниковидные, 32 — лишайники) и 38 видов грибов. В Приложении №1 включены редкие виды нуждающиеся в контроле и наблюдении, но не вошедшие в Красную книгу Липецкой области.
Для каждого вида приведены иллюстрации, карта распространения, определены статус и категория редкости, даны краткое описание, сведения о численности и необходимых мерах охраны.

### Второй том. Животные
Во втором томе представлен список редких и находящихся под угрозой исчезновения животных Липецкой области, который включает 196 видов животных, из которых 18 видов — млекопитающие, 85 — птицы, 6 — пресмыкающиеся, 3 — земноводные, 11 — круглоротые и рыбы, 73 — насекомые.
Для каждого вида приведены иллюстрации, карта распространения, определены статус и категория редкости, даны краткое описания, сведения о численности и необходимых мерах охраны.